# モンタナズダルコ
モンタナズダルコ Montanazhdarcho は、北アメリカの白亜紀後期カンパニアン期に生息していたアズダルコ科またはタペジャラ科に分類される翼竜の属。 モンタナズダルコ・ミノル M. minor 一種で知られる。
1993年にケヴィン・パディアンらによって命名され、1995年にまた同じ記載者によって記載され、2002年に完全な記載がなされた。

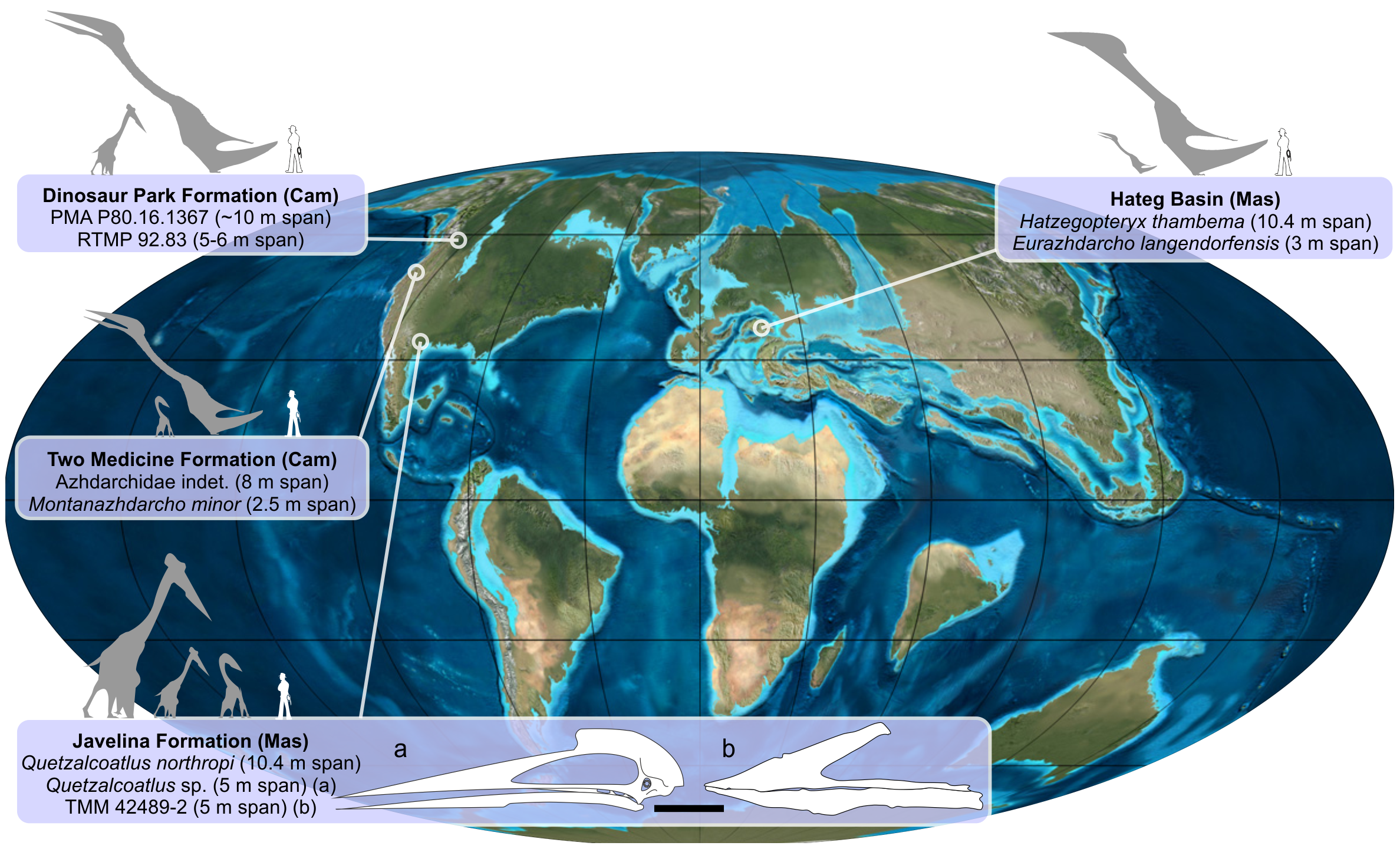
小型、中型、大型のアズダルコ類を含む生物相の地域差を表した地図

模式種はモンタナズダルコ・ミノルである。属名はモンタナ州で発見されたこととアズダルコ類と考えられたことに由来する。種小名は近縁のアズダルコ類と比べてその体サイズが小さいことに因み、ラテン語で「より小さい」を意味する。
ホロタイプ MOR 691 は、ブラックフット族の領土のトゥーメディスン累層上部の砂岩でグレイシア群のロバート・ハーモンによって発見された。地質年代は7400万年前である。その化石はほとんど押しつぶされておらず、de Ricqlès による骨の研究によると成体の特徴を示している。外側の3つの翼の指骨を欠く部分的な左の翼、完全な肩帯、潰れた頸椎と2つの下顎の繊維軟骨結合断片がその特徴として挙げられ、顎に歯はない。
記載者はモンタナズダルコを他のアズダルコ類と比較し、主に同様に長い頸椎をもつことに基づきアズダルコ科に分類した。大腿骨、橈骨、手棍骨の断片からすると、翼開長は2.5mと小さかったことが示唆される。 尺骨は翼の中手骨よりも長く、アズダルコ科としては典型的である。しかし最近の研究ではアズダルコ科ではないアズダルコ類、恐らくタペジャラ科であると示唆されている。